# Max Weinberg
Max Weinberg (Newark (New Jersey), 13 april 1951) is een Amerikaans drummer. 
Hij is bekend door zijn jarenlange drumwerk voor Bruce Springsteen en de E Street Band en sinds 1993 zijn taak als bandleider van The Max Weinberg 7, de huisband van eerst Late Night with Conan O'Brien en in 2009 The Tonight Show with Conan O'Brien, de talkshows van Conan O'Brien. In 2010 stopte hij de samenwerking met O'Brien, en ging hij niet mee naar het nieuwe programma Conan.
Op de in 2019 door het tijdschrift Rolling Stone gepubliceerde ranglijst van 100 beste drummers in de geschiedenis van de popmuziek kreeg Max Weinberg de 55e plaats toegekend.
- Bibliothèque nationale de France: cb142383818 (data)
- Gemeinsame Normdatei: 134553187
- International Standard Name Identifier: 0000 0001 0877 5220
- Library of Congress Control Number: n82224314
- MusicBrainz: 2566ca73-1dfd-49e7-ab20-dfa5697b360e
- Nationale Bibliotheek van Tsjechië: xx0132009
- Nationale Bibliotheek van Israël: 987007369353905171
- Virtual International Authority File: 20900773
- WorldCat: E39PBJqw4tBFfH4vXxhYdprcyd

E Street Band: Bruce Springsteen · Roy Bittan · Nils Lofgren · Patti Scialfa · Garry Tallent · Steven Van Zandt · Max Weinberg
Jake Clemons · Charles Giordano · Soozie Tyrell
Voormalige leden: Ernest Carter · Clarence Clemons · Danny Federici · Vini Lopez · David Sancious
Voormalige tourmuzikanten:
Everett Bradley · Barry Danielian · Clark Gayton · Curtis King · Suki Lahav · Ed Manion · The Miami Horns · Cindy Mizelle · Michelle Moore · Tom Morello · Curt Ramm · Jay Weinberg